# Serwis internetowy
Serwis internetowy, witryna internetowa (ang. WEB site) – grupa powiązanych ze sobą (w celu zwiększenia funkcjonalności) stron internetowych i innych dokumentów udostępnianych w Internecie z jednego adresu domenowego za pośrednictwem usługi WWW. 
Serwisy internetowe, poza treścią statyczną, często mają sekcję wiadomości oraz oferują możliwość logowania się i zapamiętywania preferencji odbiorców w celu dostosowania treści do indywidualnych upodobań. W serwisie mogą występować obiekty interaktywne, na przykład formularze, aplikacje.
Serwisy mogą być tematyczne (poświęcone jednej dziedzinie) lub ogólne.

## Wybrane rodzaje serwisów internetowych
- portal internetowy – jest zwykle wielotematyczny, oferuje dostęp do różnorodnych informacji. Portale przedstawiają informacje ze świata, regionu lub poruszają daną tematykę specjalistyczną. Są to niejako gazety, tygodniki lub miesięczniki przeniesione na platformę elektroniczną z większą liczbą wydań. Można wyróżnić portale lokalne, krajowe lub portale o tematyce kobiecej czy też męskiej.
- portal wertykalny (wortal) – portal wyspecjalizowany, publikujący informacje z jednej dziedziny (muzyki, filmu, motoryzacji, programów komputerowych, itp.)
- bankowość elektroniczna – dostęp do rachunku bankowego za pomocą komputera podłączonego do internetu
- blog – prywatny dziennik internetowy
- serwis społecznościowy – miejsce wymiany informacji przez internautów o podobnych zainteresowaniach (fora dyskusyjne, czaty)
- sklep internetowy – daje możliwość kupowania lub sprzedawania produktów przez internet[2]
- serwis ogłoszeniowy – serwis pozwalający na zamieszczanie ogłoszeń i ich przeglądanie, a przez to kojarzenie stron transakcji (kupującego ze sprzedającym)
- biblioteka cyfrowa – umożliwia udostępnianie w sieci publikacji cyfrowych oraz zdigitalizowanych tradycyjnych publikacji papierowych
- serwis reklamowy – miejsce prowadzenia działań promocyjnych organizacji i reklama jej produktów lub działalności
- serwis korporacyjny – ma na celu prezentację organizacji lub dużej firmy, jej działalności i/lub produktów
- serwis szkoleniowy – nastawiony jest na promocję, zdobywanie i poszerzanie wiedzy
- serwis rozrywkowy – oferuje szeroko rozumianą rozrywkę: muzykę, gry, zabawne zdjęcia i filmy, erotykę
- serwis usługowy – najczęściej przedstawia oferty firm usługowych.